# Ashley Newbrough
Ashley Newbrough (Newport (Rhode Island), 13 de Outubro de 1987) é uma atriz estadunidense, mais conhecida por seu trabalho em séries de televisão como Radio Free Roscoe e The Best Years.

## Biografia

### Vida pessoal
Ashley nasceu em Newport, no pequeno estado de Rhode Island, mas se mudou para o Canadá posteriormente com sua família, onde concluiu o ensino médio.

### Carreira
Newbrough começou sua carreira em um episódio do seriado The Zack Files, no qual fez uma pequena participação especial como Alice. Nos anos subseqüentes ela ganharia pequenos papéis em telefilmes e outros seriados, e viria a ser escalada em 2003 no papel recorrente de Audrey Quinlan em Radio Free Roscoe.
Em 2005, a atriz fez sua última participação em Radio Free Roscoe e participou do filme The Perfect Man como Marjorie, embora sua cenas tenham sido posteriormente editadas antes da estréia do longa-metragem. No mesmo ano, ela participaria da popular série canadense Degrassi: The Next Generation como a jovem Melinda.
Dois anos depois, a atriz foi escalada para um papel recorrente na série de televisão The Best Years no papel de Sloane McCarthy, a rival de Kathryn Klarner pelo amor de Beau. Ainda em 2007 ela reestrearia no cinema no filme Kaw. Em 2008, Newbrough ingressou no elenco de Privileged, seriado no qual interpretará Sage Baker.

## Filmografia

### Televisão
- 2008 Privileged como Sage Baker
- 2007 Rent-a-Goalie como Dallas
- 2007 The Best Years como Sloane McCarthy
- 2006 Degrassi: The Next Generation como Melinda
- 2005 Radio Free Roscoe como Audrey Quinlan
- 2004 Missing como Cara Cooper
- 2000 The Zack Files como Alice

### Cinema
- 2007 Kaw como Doris
- 2005 The Perfect Man como Marjorie